# Филип Найт
Филип Хемпсън Найт (Philip Hampson Knight) е основателят и главният изпълнителен директор (CEO) на американския концерн Nike. Според сп. „Форбс“ е на 47-о място по богатство в САЩ с $8,2 млрд.
Найт защитава дисертация в Станфордския университет. В нея развива идеите, които прокарва с голям успех в бъдещия концерн по-късно. Найт основава „Найк“ в средата на 1960-те години, като концернът се оказва сред най-могъщите сред производителите на спортни стоки. През 1997 г. Найт става още по-известен след интервюто на Майкъл Мур с него за документалния филм „Големият“ („The Big One“). Един от въпросите, които Мур задава, е защо 12-годишни индонезийци работят за компанията.

## Биография

### Ранни години
Филип Хемпсън Найт е роден на 24 февруари 1938 г. в семейството на Уилям У. Найт и Лота Хетфийлд в Портланд (Орегон). След гимназията се записва да учи счетоводство в Орегонския университет, като през 1959 г. получава бакалавърска степен. От 1959 до 1960 г. е старши лейтенант в американската армия.
Найт завършва обучението си в калифорнийския Станфордски университет през 1964 г. с квалификация като магистър по администрация на бизнеса. В дисертацията, която защитава, той описва как господството на немските компании „Адидас“ и „Пума“ на американския пазар на спортни стоки може да бъде преустановено. Найт защитава идеята за изгодна и качествена конкурентна оферта, която да бъде затвърдена чрез интензивна маркетингова стратегия.
След дипломирането си Найт работи като експерт-счетоводител в Портланд до 1969 г. Лектор е в Щатския университет на Орегон. Жени се за Пенелопе Паркс през 1968 г., с която отглежда 2 родни деца и храненица.

### „Найк“
През 1964 г. Найт създава заедно с Бил Бауърман фабриката за обувки „Blue Ribbon Sports“. Бизнесът върви добре и през 1971 г. компанията „Blue Ribbon Sports, Inc.“ е преименувана на „Nike, Inc.“ В началото на 1990-те години Найт е начело на едно от най-печелившите предприятия в света. Концепцията на Найт е, че продуктите му трябва да се рекламират от най-добрите спортисти. Първият голям спортист, сключил договор с „Найк“, е Стийв Префонтен (1973).
Найт е президент на компанията от 1967 г. От 1990-те години насам конкуренцията се засилва от страна на компании като „Adidas“, „Puma“ и „Reebok“.

## Други
Найт е привърженик на Републиканската партия. Избран е за предприемач на годината за Орегон през 1982 г., както и 2 пъти за рекламодател на годината на рекламния фестивал в Кан (1994, 2003).
|  | Тази страница частично или изцяло представлява превод на страницата Philip Knight в Уикипедия на немски. Оригиналният текст, както и този превод, са защитени от Лиценза „Криейтив Комънс – Признание – Споделяне на споделеното“, а за съдържание, създадено преди юни 2009 година – от Лиценза за свободна документация на ГНУ. Прегледайте историята на редакциите на оригиналната страница, както и на преводната страница, за да видите списъка на съавторите. ВАЖНО: Този шаблон се отнася единствено до авторските права върху съдържанието на статията. Добавянето му не отменя изискването да се посочват конкретни източници на твърденията, които да бъдат благонадеждни. |